# Fontenay, Seine-Maritime
Fontenay är en kommun i departementet Seine-Maritime i regionen Normandie i norra Frankrike. Kommunen ligger i kantonen Montivilliers som tillhör arrondissementet Le Havre. År 2022 hade Fontenay 1 783 invånare.

## Befolkningsutveckling
Antalet invånare i kommunen Fontenay
| Referens: INSEE |